# بحری تانریکولو
بحری تانریکولو (به انگلیسی: Bahri Tanrıkulu) زاده ۱۶ مارس ۱۹۸۰ است. او تکواندوکار کشور ترکیه است.